# Esther Morales Cañadas
Esther Morales-Cañadas (Sevilla, 25 de febrero de 1951) es una musicóloga española especializada en música española de los siglos XVII y XVIII.
Morales Cañadas inició sus estudios en Filosofía y Letras, especializándose en Historia del Arte; compaginando estos estudios con los de Música en su ciudad natal. Consiguió una beca para estudiar en el extranjero y pudo ir a completar sus conocimientos con estudios regulares en Salzburgo (Austria), donde se centraba en el Clavecín y en Musicología. Finalmente se doctora en Musicología con las asignaturas complementarias de Filología Románica e Historia del Arte en la Universidad alemana de Münster.
Acabados sus estudios comienza su carrera como solista y como conferenciante  sobre temas musicales y literarios, llevando a cabo publicaciones tanto científicas como literarias. Además también trabaja como docente en Escuelas de Música y en la Universidad “Friedrich-Schiller” de Jena, en donde es lectora.
Entre sus publicaciones destacan: La expansión y propagación del Quijote a través de la música; y Antonio Soler, un visionario ilustrado. Intento musical y biográfico razonado.